# دودا یانکوویچ
دودا یانکوویچ (صربی: Душица Јанковић؛ زادهٔ ۲۷ سپتامبر ۱۹۷۶) ورزشکار هنرهای رزمی ترکیبی، بوکسور و کاراته‌کا اهل برزیل است.